# Reeküla
Koordinaten: 58° 23′ N, 22° 41′ O
Reeküla (deutsch Reeküll) ist ein Dorf (estnisch küla) auf der größten estnischen Insel Saaremaa. Es gehört zur Landgemeinde Saaremaa (bis 2017: Landgemeinde Pihtla) im Kreis Saare.

## Einwohnerschaft, Lage und Geschichte
Das Dorf hat 25 Einwohner (Stand 31. Dezember 2011). Es liegt neunzehn Kilometer nordöstlich der Inselhauptstadt Kuressaare.
Das Dorf wurde erstmals 1560 unter dem Namen Ricko urkundlich erwähnt.

## Bethaus
Im Ort steht ein Bethaus der Estnischen Methodistischen Kirche (Eesti Metodisti Kirik). Das aus Holz errichtete Gotteshaus der Methodisten wurde im Oktober 1935 eingeweiht.